# Maldaoci
Maldaoci – wieś w Rumunii, w okręgu Marusza, w gminie Ațintiș. W 2011 roku pozostawała niezamieszkana.